# جک بارمبی
جک بارمبی (انگلیسی: Jack Barmby؛ زادهٔ ۱۴ نوامبر ۱۹۹۴) بازیکن فوتبال اهل بریتانیا است.
از باشگاه‌هایی که در آن بازی کرده‌است می‌توان به باشگاه فوتبال فینیکس رایزینگ، باشگاه فوتبال روترهام یونایتد، پورتلند تیمبرز، باشگاه فوتبال هارتل پول یونایتد، باشگاه فوتبال منچستر یونایتد، باشگاه فوتبال نوتس کانتی، و باشگاه فوتبال لستر سیتی اشاره کرد.
وی همچنین در تیم‌های ملی فوتبال England national under-16 football team، زیر ۱۸ سال انگلستان، زیر ۱۹ سال انگلستان، و زیر ۲۰ سال انگلستان بازی کرده‌است.